# 熊本県立第一高等学校
熊本県立第一高等学校（くまもとけんりつ だいいちこうとうがっこう、英: Kumamoto Prefectural Daiichi High School）は、熊本県熊本市中央区古城町にある公立高等学校。略称は「一高」（いっこう）、または「熊本一高」、「第一」。
戦前の高等女学校を前身とし、戦後の学制改革により、男女共学の新制高等学校となったが、1976年（昭和51年）4月に男子の入学者数が0となり、1978年（昭和53年）3月の卒業生を最後に、2012年（平成24年）3月までの34年間男子の在籍はなかった。2012年（平成24年）4月に男子生徒70名が入学、2013年（平成25年）4月には102名の男子生徒が入学した。

## 学校概要
歴史
1903年（明治36年）に開校した「熊本県立高等女学校」を前身とする。2003年（平成15年）に創立100周年を迎えた。
設置課程・学科
全日制課程 普通科 9クラス（うち英語コースが1クラス）
教育精神「白梅の精神」
春に先がけ、凜冽たる空気の中で、凜乎として気品高い香りを放つ白梅の精神
「叡知、真理の探究、自律、高潔、品格」
教育目標
「進学指導の『質』と『量』の工夫・改善」「男女共学の定着」「部活動の充実・振興」
校章
校花の「白梅」（しらうめ）を意匠化し、その中央に「高」の文字を配する。
校歌
作詞は勝承夫、作曲は平井康三郎によるもの。3番まであり、各番に校名の「熊本一高(くまもといっこう)」が登場する。
制服（女子）
- 冬服 - 紺色のセーラー服で、襟と袖には白線が入っている。ネクタイは黒[注釈 2]。

第一高等女学校時代、近所にあった武本商店（現在は学生服のタケモト）の娘が通学を始めたことがきっかけで制服の制作依頼が来たことから、試作を重ね、現在も着用されているセーラー服がデザインされている。
- 夏服 - 長袖の白いセーラー服で、袖部分は青色で白線が入っている。ネクタイは白で蝶結び。スカートは紺。

夏用セーラー服がデザインされたのは1935年（昭和10年）のことである。当時、青い襟が日に当たると色が褪せやすかったという難点を克服するために、韓国に渡って色褪せない青い生地を買い付け、使用することで問題を解決した。
制服（男子）
一般的な黒の詰襟の学生服である。胸元のポケットに白の一本線が入っている。
保護者会
「好文会」（こうぶんかい）と称する。
同窓会
「清香会」（せいこうかい）と称する。
寄宿舎
女子寮「白梅寮」がある。

## 沿革
熊本県立高等女学校
- 1903年（明治36年）
  - 2月22日 - 熊本県、熊本県立高等女学校の開校を決定。
  - 4月1日 - 熊本市南千反畑町の熊本県物産館を仮校舎に、「熊本県立高等女学校」が開校。修業年限を4年、生徒定員を300名とする。
  - 5月1日 - 授業を開始。この日を開校記念日とする。
- 1904年（明治37年）10月14日 - 校友会（生徒会）が発足。
- 1905年（明治38年）3月13日 - 薮の内16番地の熊本県立熊本中学校[注釈 3]（旧制中学校）跡に移転。
- 1908年（明治41年）2月14日 - 修業年限1年の補習科を設置。
- 1910年（明治43年）3月 - 補習科を第一部と第二部に分ける。
- 1911年（明治44年）4月12日 - 校舎新築のため、新町にある熊本県立商業学校[注釈 4]跡の仮校舎に移転。
- 1912年（大正元年）9月10日 - 梅花形の徽章（校章）を制定。
- 1913年（大正2年）
  - 5月8日 - 新校舎・寄宿舎が完成。
  - 10月30日 - 校歌を制定。
- 1918年（大正7年）3月 - 同窓会を「清香会」と命名。

熊本県立第一高等女学校
- 1921年（大正10年）3月25日 - 「熊本県立第一高等女学校」に改称。補習科を廃止し、修業年限3年の専攻科を設置。
- 1923年（大正12年）3月16日 - 本科の修業年限を5年に変更。
- 1944年（昭和19年）4月1日 - 本科の修業年限を4年に変更。修業年限2年の高等科を設置。
- 1946年（昭和21年）4月1日 - 本科の修業年限を5年に変更。
- 1947年（昭和22年）3月 - 高等科を廃止。

熊本県立第二高等女学校
- 1921年（大正10年）3月25日 - 熊本女子師範学校[注釈 5]（現・熊本市立藤園中学校校地）内に「熊本県立第二高等女学校」が開校。
- 1923年（大正12年）3月16日 - 本科の修業年限を5年に変更。
- 1943年（昭和18年）3月31日 - 修業年限を4年とする。
- 1946年（昭和21年）4月1日 - 修業年限を5年に変更。

新制高等学校
- 1948年（昭和23年）4月1日
  - 学制改革によって、熊本県立第一高等女学校と第二高等女学校が統合し、「熊本県立女子高等学校」が開校。
  - 全日制課程、定時制課程、通信教育部を設置。
- 1949年（昭和24年）
  - 4月1日 - 「熊本県立第一高等学校」と改称し、男女共学とする。
  - 5月30日 - 市内に昭和天皇の戦後巡幸[3]。昭和天皇が高校を視察。昼食、休憩を取った[4]。
  - 9月1日 - 定時制課程を熊本県立熊本高等学校に移管。
- 1951年（昭和26年）6月26日 - 大水害で被害を受ける。
- 1952年（昭和27年）9月 - 校歌を制定。
- 1959年（昭和34年）3月 - 熊本市古城二の丸（現在地）に移転。
- 1960年（昭和35年）
  - 4月26日 - 体育館が完成。
  - 6月30日 - プールが完成。
- 1962年（昭和37年）5月12日 - 皇太子・皇太子妃が来校。
- 1966年（昭和41年）5月15日 - 秩父宮妃が来校。
- 1969年（昭和44年）4月1日 - 理数科を設置。
- 1976年（昭和51年）4月 - 男子生徒の入学者数が0となる。
- 1978年（昭和53年）4月 - 男子生徒の在籍が消滅。
- 1979年（昭和54年）3月 - 熊本県立江津高等学校（現・熊本県立湧心館高等学校）の新設に伴い、通信制課程の募集を停止。
- 1980年（昭和55年）
  - 3月31日 - 理数科を廃止。
  - 6月5日 - マレーシアから教育視察団が来校。
- 1982年（昭和57年）3月31日 - 通信制課程を廃止。
- 1985年（昭和60年）12月 - サーキット・トレーニング施設が完成。
- 1987年（昭和62年）4月 - 英語コース1学級を設置。
- 1989年（平成元年）3月25日 - 武道館が完成。
- 1992年（平成4年）3月24日 - セミナーハウス（研修施設）「清香館」が完成。
- 1994年（平成6年）3月31日 - クラブハウスが完成。
- 1996年（平成8年）1月10日 - コミュニティセンター「清香館」が完成。
- 1999年（平成11年）7月13日 - 第一高校テレフォンサービスを開始。
- 2002年（平成14年）5月23日 - 文部科学省により、スーパーイングリッシュランゲージハイスクール（SELHi, セルハイ）に指定。
- 2006年（平成18年）8月1日 - オーストラリア交流事業を開始。
- 2023年（令和5年）　1月-県下県立高校初[注釈 6]の長寿命化改修を開始し、校舎の建て替え等を行う[注釈 7]。

## 学校行事
3学期制をとる。
1学期
- 4月 - 始業式、入学式、入寮式、対面式、1年宿泊研修
- 5月 - 一高祭体育部門（体育祭）、生徒会認証式、県高総体・県総文祭推戴式、好文会（PTA）総会、県高校総文祭
- 6月 - 県高総体、英語合宿（英語コース）
- 7月 - 七夕、芸術鑑賞会、学校説明会、終業式
- 8月 - 夏季セミナー[注釈 8]、オーストラリア交流事業

2学期
- 8月末 - 始業式
- 9月 - 一高祭文化部門（文化祭）
- 10月 - クラスマッチ
- 11月 - 防災避難訓練
- 12月 - 校内ダンス発表会、終業式、音楽部クリスマスコンサート、冬季セミナー

3学期
- 1月 - 始業式、大学入学共通テスト、持久走大会
- 2月 - 高校前期入試、清香会（同窓会）入会式、卒寮式
- 3月 - 卒業式、合唱コンクール、高校後期入試、修了式

## 部活動
運動部
- テニス部
- ソフトテニス部
- 水泳部
- 陸上部
- バドミントン部
- バレーボール部
- 卓球部
- なぎなた部
- 剣道部
- 空手部(部員0名)
- 弓道部
- 女子ソフトボール部
- 硬式野球部
  - 2012年創部
- サッカー部
  - 2012年創部
- ウエイトリフティング同好会
  - 全国大会に複数名出場することもある。高校からの初心者が多いが、1年次から鍛錬を積めば、3年次には全国大会へ出場可能なまでになるとされる。

文化部
- 文芸部
- 演劇部
- 音楽部
  - 熊本市内でコンサートを開催したり、全国各地を行脚するなど活動的である。新曲の委嘱も行っている。外部のコンサートなどでは「第一高校合唱団」という名前で活動することもある。NHK全国学校音楽コンクールにおいては毎年熊本県代表として九州ブロックコンクールに出場している。全日本合唱コンクールにおいては、全国大会の常連であり、近年では平成22年度の全国大会で7度目の金賞を受賞している。
- 華道部
- 茶道部
- 書道部
- 写真部
- 白梅太鼓部
- 生物部
- 地学部
- 化学部
- 放送部
  - 行事などの準備等が活動の中心だが、NHK杯全国高校放送コンテストにおいて全国大会の常連校であり、過去2回全国優勝をした部員がいる。同大会と毎年秋から冬に行われる九州高校放送コンテストでは毎年入選者を出している。また、熊本県高等学校総合文化祭の総合司会に選抜されるなど、校外での司会などを行うことも多い。
- 美術部
- バトントワリング部
- 邦楽部
- 漫画研究同好会
- 囲碁・将棋同好会
- 図書部
- ESS（English Speaking Society）

## 「共学化」復活への動き
同校は1949年に男女共学となった。当時は通学区域を周辺に限定した小学区制がとられ、西山中学校、三和中学校などの各中学校から男子生徒が入学した。全盛期の1952年には3学年合わせて約300人の男子生徒が在籍した。しかし、1954年の中学区制移行に伴い、男子が激減し、1978年卒業の3人を最後に2011年時点まで、男子生徒が1人もいない状況が続いていた。
国立大学の合格者数減少など、進学校としての地盤沈下を懸念する声を背景に「共学化」復活を実現させる運動が拡大。同窓会「清香会」が2010年11月に男女共学推進委員会を立ち上げて、具体的な活動を開始した。その結果、2012年度入学試験では70人の男子受験生、2013年度入学試験では102人の男子受験生が合格した。

## 著名な出身者
政治家
- 荒木千陽 -  前東京都議会議員

研究者・学者
- 渡辺満利子 - 昭和女子大学教授
- 友田明美 - 小児神経科医師・脳科学者、福井大学教授

文化人
- 中村汀女 - 俳人
- 浜名理香 - 歌人
- 安永蕗子 - 歌人
- 永畑道子 - 女性史家、ノンフィクション作家
- 江上トミ - 料理研究家
- 岩井希久子 - 絵画修復師（英語版）
- 田島みるく - 漫画家

芸能
- 三縄みどり - 声楽家
- 藤本いくよ - 声楽家
- 正木裕子 - 声楽家
- 井上智恵 - ミュージカル女優
- 舞花 - シンガーソングライター
- 宮崎京 - ファッションモデル、2003年ミス・ユニバース5位入賞
- マッキー - ローカルタレント
- 宮寺智子 - 声優
- 丸井純子 - 熊本ローカルタレント
- 加納麻衣 - 熊本ローカルタレント
- 緒方仁深 - 熊本ローカルタレント
- 坂ノ上茜 - 女優

マスコミ
- 村上美香 - アナウンサー（熊本県民テレビ（KKT））
- 庭木櫻子 - NHKアナウンサー
- 中村真弓 - アナウンサー

スポーツ
- 中川諒子 - 女子競輪選手

## 著名な関係者
- 犬童球渓 - 『旅愁』、『故郷の廃家』
- 広橋百合子 - 元教員、陸上競技選手（走高跳）[6]

## アクセス
- 熊本市電（B系統）「洗馬橋電停」下車すぐ。
- 熊本都市バス（G3-1・2・U4-1系統）　産交バス（U2-1・2・U3-1・U4-2・3系統）「中央郵便局前」下車すぐ。
- 熊本都市バス（U1-1・W1-1・W2-1・H1-1・H2-1系統）「第一高校東門」下車すぐ。
- 「桜町バスターミナル」徒歩7分。

## 周辺
- 熊本城
- 国立病院機構熊本医療センター
- 熊本中央郵便局
- 熊本合同庁舎・熊本国税局[注釈 9]
- SAKURA MACHI Kumamoto
- 桜の馬場　城彩苑